# Tangente

A tangente do ângulo Â é o quociente entre o comprimento do cateto oposto (o) e o adjacente (a)

Função tangente

Tangente sendo gerada no círculo trigonométrico. Observe que essa forma difere de tan(x), visto que tan(x) é fixa enquanto nesse gif, o eixo x representa o tempo.

Em trigonometria, tangente é a razão (divisão, proporção) entre o cateto oposto e o cateto adjacente a um dos ângulos agudos de um triângulo retângulo. O valor desta razão é fixa para cada valor dos ângulos agudos do triângulo retângulo. Daí, o termo tangente também é usado na trigonometria para se referir à função tangente, que relaciona cada um dos possíveis valores dos ângulos agudos do triângulo retângulo ao valor da tangente trigonométrica destes ângulos.

## Trigonometria
Em trigonometria, {\displaystyle \tan(\theta )} (ou {\displaystyle \operatorname {tg} \,\theta }) é a proporção entre o cateto oposto a
{\displaystyle \theta } e o cateto adjacente a {\displaystyle \theta ,} onde {\displaystyle \theta } é um dos 2 ângulos agudos do triângulo retângulo.
{\displaystyle \operatorname {tg} (\theta )={\frac {\text{cateto oposto}}{\text{cateto adjacente}}}}
Consequentemente também é dado pela razão entre o seno e o co-seno:
{\displaystyle \operatorname {tg} (\theta )={\frac {\operatorname {sen} (\theta )}{\cos(\theta )}}}
Os valores de tangentes mais usados na resolução de problemas são as tangentes dos ângulos notáveis:
{\displaystyle \operatorname {tg} \,30^{\circ }={\frac {\sqrt {3}}{3}}}
{\displaystyle \operatorname {tg} \,45^{\circ }=1}
{\displaystyle \operatorname {tg} \,60^{\circ }={\sqrt {3}}}

## Propriedades Fundamentais
- Domínio: {\displaystyle \left\{x\in \mathbb {R} \ \left|\ x\neq {\dfrac {\pi }{2}}+k\pi ,\ k\in \mathbb {Z} \right.\right\}}
- Imagem: {\displaystyle \mathbb {R} }
- Período: {\displaystyle \pi .}

## Derivadas
Em cálculo, tangente também pode se referir à reta que tangencia determinado ponto de uma curva. Em um círculo, por exemplo, onde o raio deste é constante em toda a sua circunferência, uma reta L será tangente quando, ao passar por um dos pontos da circunferência do círculo, formar um ângulo de 90º com o seu raio. Já em parábolas ou demais curvas determinadas por uma função arbitrária {\displaystyle f(x)=y}, podemos determinar a reta tangente a um ponto {\displaystyle P(x_{0},f(x_{0}))} calculando o seu coeficiente angular. A derivada, por sua vez, nos dá o coeficiente angular da reta tangente e da curva no ponto onde {\displaystyle x=x_{0}}.